# Vuelo 8641 de Aeroflot
El vuelo 8641 de Aeroflot era un avión de pasajeros Yakovlev Yak-42 de Aeroflot en un vuelo de pasajeros programado nacional soviético de Leningrado a Kiev. El 28 de junio de 1982, el vuelo se estrelló al sur de Mozyr, República Socialista Soviética de Bielorrusia, matando a las 132 personas a bordo. El accidente fue tanto el primero como el más mortal de un Yakovlev Yak-42, y sigue siendo el accidente de aviación más mortal en Bielorrusia.
La causa fue una falla del tornillo nivelador que controlaba el estabilizador horizontal debido a un defecto de diseño.

## Aeronave y tripulación
El Yakovlev Yak-42 involucrado en el accidente se registró en Aeroflot como CCCP-42529 (número de fabricante 11040104, número de serie 04-01). La aeronave realizó su primer vuelo el 21 de abril de 1981 y fue entregada al Ministerio de Aviación Civil el 1 de junio de 1981. En el momento del accidente contaba con sólo 795 horas de vuelo y 496 ciclos de despegue y aterrizaje.
Los 124 asientos de pasajeros estaban ocupados, 11 de ellos ocupados por niños. La tripulación de la cabina estaba compuesta por:
- Capitán Vyacheslav Nikolaevich Musinsky
- Copiloto Alexandr Sergeevich Stigarev
- Navegante - aprendiz Viktor Ivanovich Kedrov
- Ingeniero de vuelo Nikolai Semenovich Vinogradov

## Accidente
El avión despegó del aeropuerto de Pulkovo a las 9:01 hora de Moscú, con un retraso de un minuto debido a un pasajero retrasado. A las 10:45 entró en la zona del Centro de control de tráfico aéreo de Kiev/Boryspil. La tripulación inició la lista de verificación de aterrizaje a las 10:48:01. A las 10:48:58 la tripulación informó al controlador de tránsito aéreo que habían llegado al punto de descenso planificado y el controlador los autorizó para el descenso a FL255 (7750 m). La tripulación confirmó la trayectoria de vuelo; no se escucharon más comunicaciones del vuelo 8641.
A las 10:51:20, el piloto automático generó gradualmente un ángulo estabilizador horizontal de hasta 0,3 ° para el descenso y el aterrizaje. A las 10:51:30, el ángulo del estabilizador aumentó bruscamente, superando el límite de 2° en medio segundo. El cambio repentino resultó en una fuerza g negativa de -1,5 g, pero el piloto automático ajustó los controles para bajarla a -0,6 g. Como el estabilizador no respondió a los comandos y el avión se sumergió, el piloto automático se apagó después de 3 segundos. Los pilotos tiraron hacia atrás del yugo tratando de nivelar el avión, pero continuó en una fuerte caída; pronto rodó 35 ° a la izquierda y la picada alcanzó 50°. Mientras rodaba en sentido antihorario con más de -2 g de sobrecarga, la aeronave se desintegró a las 10:51:50 a una altitud de 5700 m y la velocidad del instrumento a 810 km/h.
Los restos se encontraron en las afueras de la aldea de Verbavychi, a 10 km al sureste del centro del distrito de Naroulia (a 18 km al suroeste del Mozyr más grande que a menudo se enumera). Fragmentos del avión se dispersaron en un área de 6,5 3,5 km. Las 132 personas a bordo murieron.

## Investigación
Se determinó que la causa era una falla del mecanismo de tornillo sinfín en la cola de la aeronave debido a la fatiga del metal, que resultó de fallas en el diseño del Yak-42. La investigación concluyó que entre las causas del accidente se encontraba un mantenimiento deficiente, así como que el sistema de control del estabilizador no cumplía con los estándares básicos de aviación. Tres ingenieros que firmaron los dibujos del tornillo nivelador fueron condenados.
En cuanto a la causa oficial del choque: "el movimiento espontáneo del estabilizador se debió a la desconexión en vuelo del conjunto del gato por el deterioro casi completo de las tuercas roscadas 42M5180-42 por imperfecciones estructurales en el mecanismo". Debido al accidente, todos los Yakovlev Yak-42 fueron retirados del servicio hasta que se rectificó el defecto de diseño en octubre de 1984.